# Composição étnica e religiosa da Áustria-Hungria
A composição etnolinguística da Áustria-Hungria de acordo com o censo de 31 de dezembro de 1910 era a seguinte: 

## População

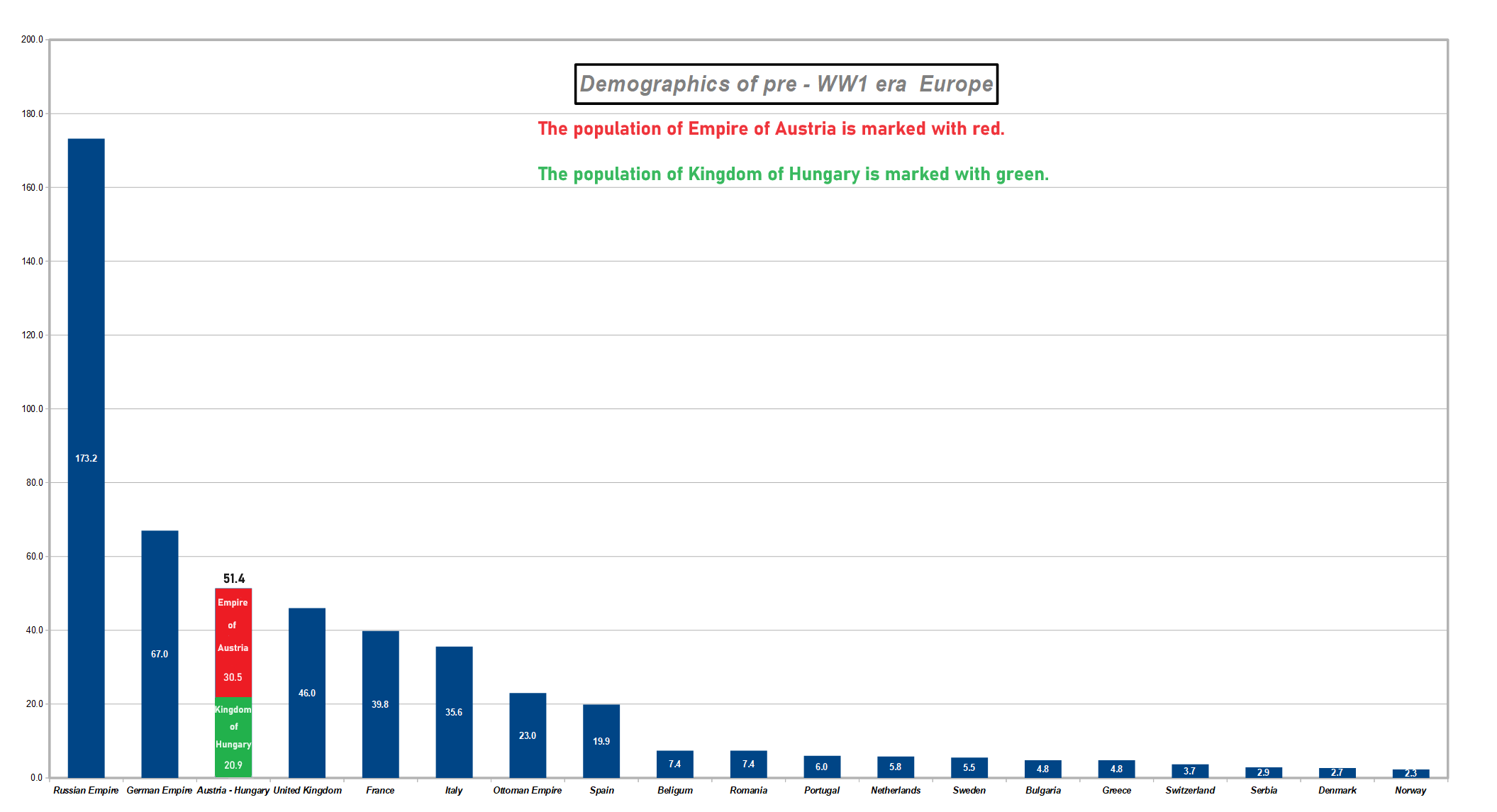
Demografia da Áustria pré-Primeira Guerra Mundial (vermelho) e da Hungria (verde) na Europa

| Área                                             | Total      | %     |
| ------------------------------------------------ | ---------- | ----- |
| Cisleitânia                                      | 28.571.934 | 55,6  |
| Transleitânia                                    | 20.886.487 | 40,6  |
| Bósnia e Herzegovina (condomínio austro-húngaro) | 1.931.802  | 3.8   |
| Total                                            | 51.390.223 | 100,0 |

### Maiores cidades
Dados: censo de 1910  
| Classificação | Nome        | País atual      | População em 1910                         | População atual              |
| ------------- | ----------- | --------------- | ----------------------------------------- | ---------------------------- |
| 1.            | Viena       | Áustria         | 2.031.498 (cidade sem subúrbio 1.481.970) | 1.840.573 (Metrô: 2.600.000) |
| 2.            | Praga       | República Checa | 668.000 (cidade sem subúrbio 223.741)     | 1.301.132 (Metrô: 2.620.000) |
| 3.            | Trieste     | Itália          | 229.510                                   | 204.420                      |
| 4.            | Lviv        | Ucrânia         | 206.113                                   | 728.545                      |
| 5.            | Cracóvia    | Polônia         | 151.886                                   | 762.508                      |
| 6.            | Graz        | Áustria         | 151.781                                   | 328.276                      |
| 7.            | Brno        | República Checa | 125.737                                   | 377.028                      |
| 8.            | Tchernivtsi | Ucrânia         | 87.128                                    | 242.300                      |
| 9.            | Plzeň       | República Checa | 80.343                                    | 169.858                      |
| 10.           | Linz        | Áustria         | 67.817                                    | 200.841                      |

| Classificação | Nome             | País atual | População em 1910                       |
| ------------- | ---------------- | ---------- | --------------------------------------- |
| 1.            | Budapeste        | Hungria    | 1.232.026 (cidade sem subúrbio 880.371) |
| 2.            | Szeged           | Hungria    | 118.328                                 |
| 3.            | Subótica         | Sérvia     | 94.610                                  |
| 4.            | Debrecen         | Hungria    | 92.729                                  |
| 5.            | Zagrebe          | Croácia    | 79.038                                  |
| 6.            | Bratislava       | Eslováquia | 78.223                                  |
| 7.            | Timişoara        | Romênia    | 72.555                                  |
| 8.            | Kecskemét        | Hungria    | 66.834                                  |
| 9.            | Oradea           | Romênia    | 64.169                                  |
| 10.           | Arade            | Romênia    | 63.166                                  |
| 11.           | Hódmezővásárhely | Hungria    | 62.445                                  |
| 12.           | Cluj-Napoca      | Romênia    | 60.808                                  |
| 13.           | Újpest           | Hungria    | 55.197                                  |
| 14.           | Miskolc          | Hungria    | 51.459                                  |
| 15.           | Pécs             | Hungria    | 49.852                                  |

## Línguas

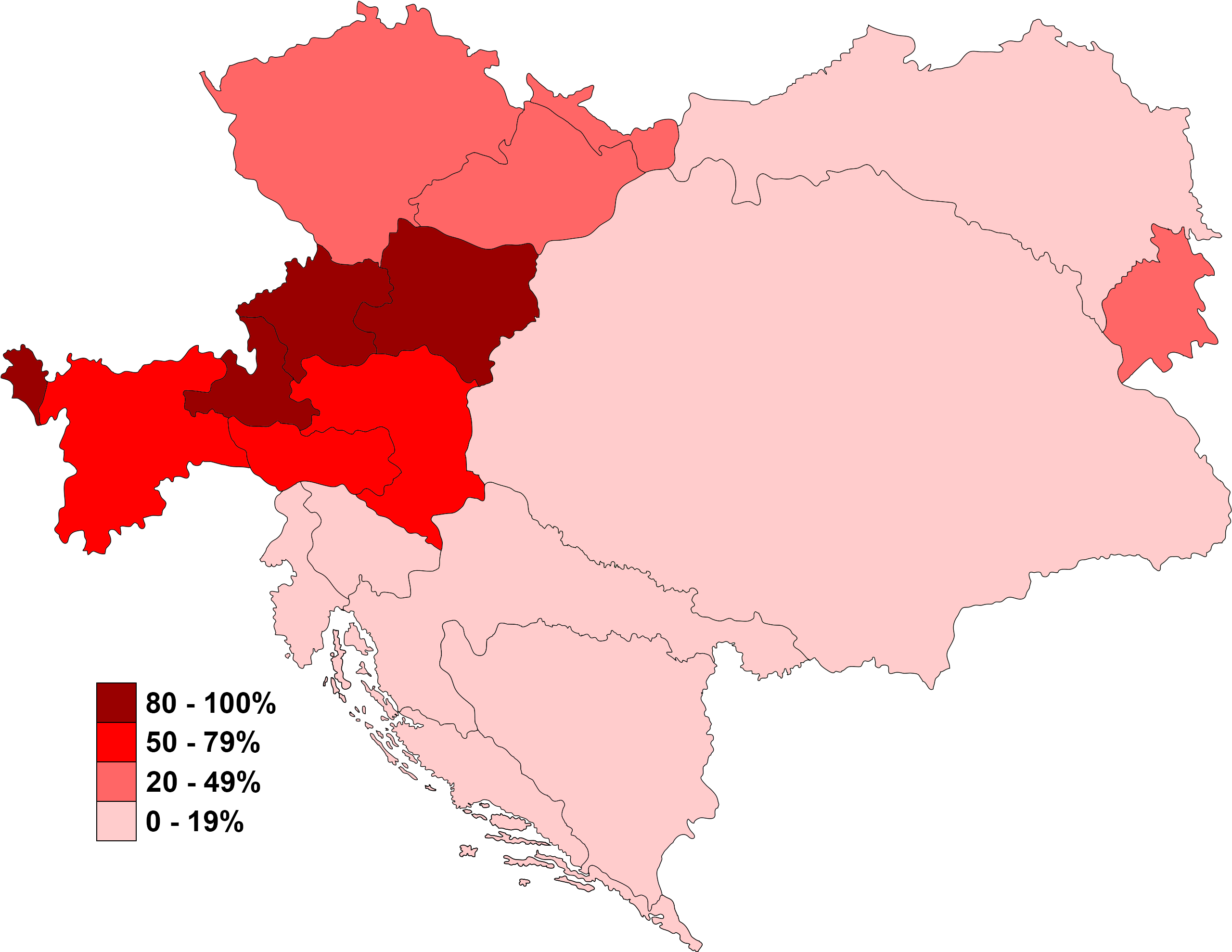
Distribuição da língua alemã na Áustria-Hungria em 1910

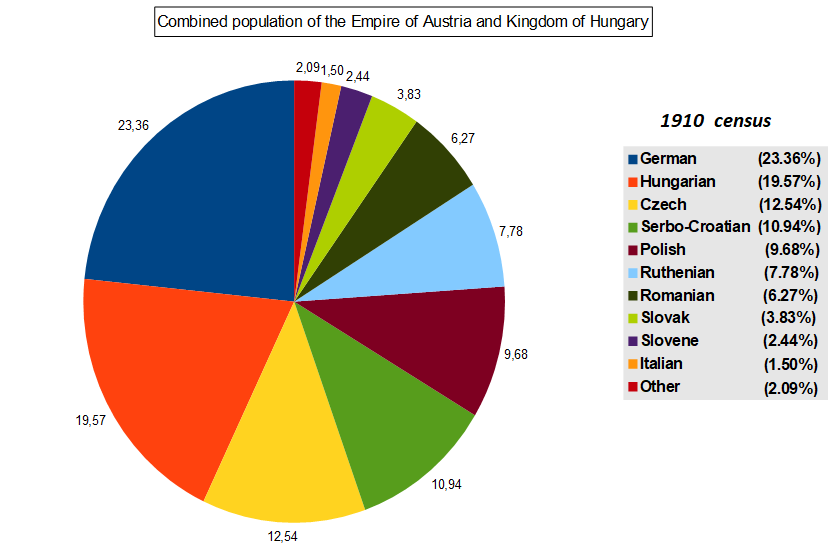
Demografia combinada do Império da Áustria e do Reino da Hungria (1910). Note-se que o censo de 1910 não perguntou sobre a auto-identificação da nacionalidade, mas sobre a língua principal utilizada. Esta é a razão pela qual a significativa minoria judaica está completamente ausente do censo, uma vez que foram contados como alemães (se falassem iídiche) ou como húngaros (se falassem húngaro).

Mapa etnolinguístico da Áustria-Hungria, 1910. (Russinos são registrados como ucranianos)

No Império Austríaco (Cisleitânia), o censo de 1911 registrou Umgangssprache, língua cotidiana. Os judeus e aqueles que usavam o alemão em escritórios muitas vezes declaravam o alemão como seu Umgangssprache, mesmo quando tinham um Muttersprache diferente. Os istro-romenos foram contados como romenos.
No Reino da Hungria (Transleitânia), o censo foi baseado principalmente na língua materna,   48,1% da população total falava húngaro como língua nativa. Sem contar a Croácia-Eslavónia autônoma, mais de 54,4% dos habitantes do Reino da Hungria eram falantes nativos de húngaro. Isto incluía também os judeus (cerca de 5% da população), já que a maioria deles falava húngaro (os falantes de iídiche foram registrados como alemães).  
| Língua       | Número     | %      |
| ------------ | ---------- | ------ |
| Alemão       | 12.006.521 | 23h36  |
| Húngaro      | 10.056.315 | 19h57  |
| Tcheco       | 6.442.133  | 12.54  |
| Servo-croata | 5.621.797  | 10,94  |
| Polonês      | 4.976.804  | 9,68   |
| Ruteno       | 3.997.831  | 7,78   |
| Romena       | 3.224.147  | 6.27   |
| Eslovaco     | 1.967.970  | 3,83   |
| Esloveno     | 1.255.620  | 2,44   |
| Italiano     | 768.422    | 1,50   |
| Outros       | 1.072.663  | 2.09   |
| Total        | 51.390.223 | 100,00 |

### Estados da Cisleitânia
| Terra             | Idioma principal     | Outros (se mais de 2%)                                |
| ----------------- | -------------------- | ----------------------------------------------------- |
| Boêmia            | Tcheco (63,2%)       | Alemão (36,8%)                                        |
| Dalmácia          | Servo-croata (94,6%) | Italiano (2,8%)                                       |
| Galiza            | Polonês (58,6%)      | Ruteno (40,2%)                                        |
| Baixa Áustria     | Alemão (95,9%)       | Tcheco (3,8%)                                         |
| Alta Áustria      | Alemão (99,7%)       |                                                       |
| Bucovina          | Ruteno (38,4%)       | Romeno (34,4%), Alemão (21,2%), Polonês (4,6%)        |
| Caríntia          | Alemão (78,6%)       | Esloveno (20,7%)                                      |
| Carniola          | Esloveno (94,4%)     | Alemão (4,9%)                                         |
| Salzburgo         | Alemão (99,7%)       |                                                       |
| Silésia Austríaca | Alemão (43,9%)       | Polonês (31,7%), Tcheco (24,3%)                       |
| Estíria           | Alemão (70,5%)       | Esloveno (28,4%)                                      |
| Morávia           | Tcheco (71,8%)       | Alemão (27,6%)                                        |
| Condado de Tirol  | Alemão (57,3%)       | Italiano (42,1%)                                      |
| Litoral Austríaco | Italiano (39,6%)     | Esloveno (29,5%), servo-croata (18,8%), alemão (3,1%) |
| Vorarlberg        | Alemão (95,4%)       | Italiano (4,4%)                                       |

### Terras da Transleitânia

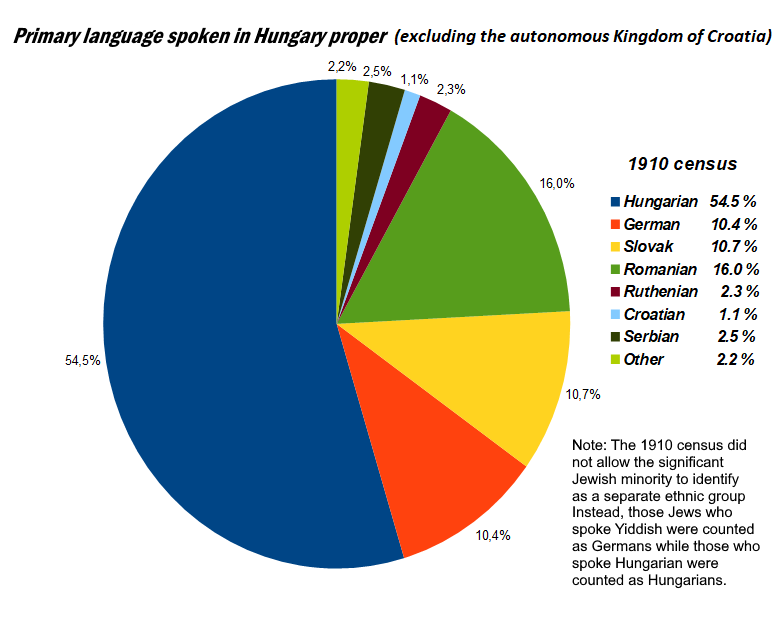
No Reino da Hungria, o censo de 1910 foi baseado principalmente na língua materna, De acordo com o censo, registrou-se que mais de 54% dos habitantes da Hungria falavam húngaro como língua principal, mas esse número incluía o Grupo étnico judeu (cerca de 5% da população de acordo com um censo separado sobre religião) que falava predominantemente húngaro (os falantes de iídiche foram registrados como alemães).

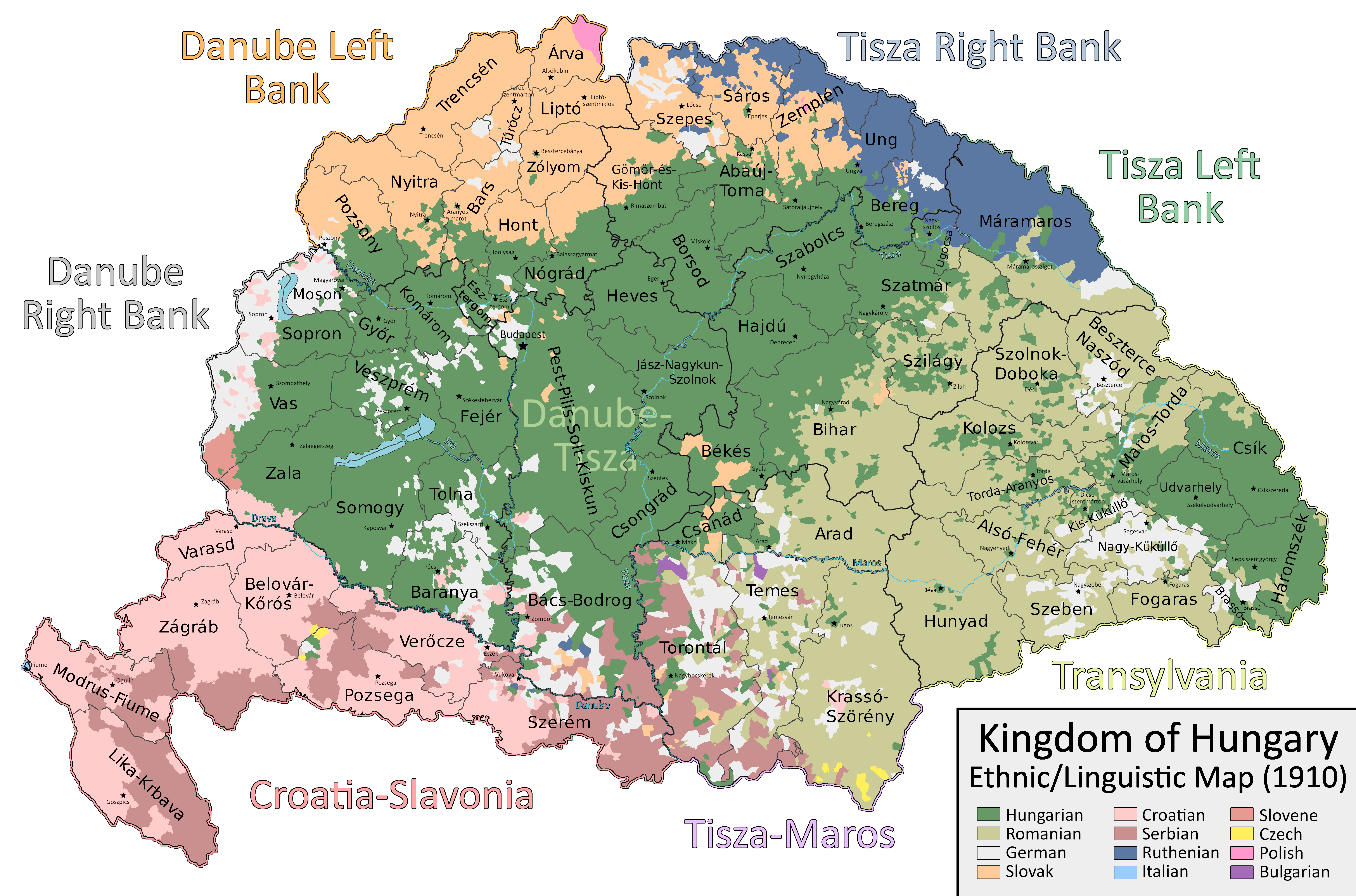
Mapa étnico da Hungria 1910 com condados

| Terra                      | Línguas Maternas | Outros (se mais de 2%)                                                         |
| -------------------------- | ---------------- | ------------------------------------------------------------------------------ |
| Reino da Hungria           | Húngaro (54%)    | Romeno (16,1%), Eslovaco (10,5%), Alemão (10,4%), Ruteno (2,5%), Sérvio (2,5%) |
| Reino da Croácia-Eslavônia | Croata (62,5%)   | Sérvio (24,6%), Alemão (5,0%), Húngaro (4,1%)                                  |

| Terra                      | húngaro            | romena            | Alemão           | Eslovaco          | croata            | sérvio           | Ruteno          | Outro                                  | Total             |
| -------------------------- | ------------------ | ----------------- | ---------------- | ----------------- | ----------------- | ---------------- | --------------- | -------------------------------------- | ----------------- |
| Margem Direita do Danúbio  | 72% (2.221.295)    | 0% (833)          | 18% (555.694)    | 0,6% (17.188)     | 5,5% (168.436)    | 0,5% (15.170)    | 0% (232)        | 3,4% (105.556)                         | 14,8% (3.084.404) |
| Margem Esquerda do Danúbio | 32,7% (711.654)    | 0% (704)          | 6,6% (144.395)   | 58,8% (1.279.574) | 0,1% (2.294)      | 0% (200)         | 0% (393)        | 1,7% (36.710)                          | 10,4% (2.175.924) |
| Danúbio-Tisza              | 81,2% (3.061.066)  | 0,1% (4.813)      | 9,5% (357.822)   | 2,1% (79.354)     | 0,1% (4.866)      | 4,1% (154.298)   | 0,3% (11.121)   | 4,1% (96.318)                          | 18% (3.769.658)   |
| Margem Direita de Tisza    | 53,5% (945.990)    | 0,1% (1.910)      | 5,6% (98.564)    | 25% (441.776)     | 0% (486)          | 0% (247)         | 14,3% (253.062) | 1,6% (27.646)                          | 8,5% (1.769.681)  |
| Margem Esquerda de Tisza   | 61,8% (1.603.924)  | 24% (621.918)     | 3,2% (83.229)    | 3,1% (81.154)     | 0% (327)          | 0% (321)         | 7,5% (194.504)  | 0,3% (8.547)                           | 12,4% (2.594.924) |
| Tisza-Maros                | 22,2% (474.988)    | 39,5% (845.850)   | 19,9% (427.253)  | 2,1% (44.715)     | 0,2% (4.950)      | 13,6% (290.434)  | 0,1% (3.188)    | 2,4% (50.391)                          | 10,3% (2.141.769) |
| Transilvânia               | 34,3% (918.217)    | 55% (1.472.021)   | 8,7% (234.085)   | 0,1% (2.404)      | 0% (523)          | 0% (421)         | 0,1% (1.759)    | 1,8% (48.937)                          | 12,8% (2.678.367) |
| Fiume                      | 13% (6.493)        | 0,3% (137)        | 4,6% (2.315)     | 0,4% (192)        | 26% (12.926)      | 0,9% (425)       | 0% (11)         | 54,8 (27.307, principalmente italiano) | 0,2% (49.806)     |
| Croácia-Eslavônia          | 4% (105.948)       | 0% (846)          | 5,1% (134.078)   | 0,8% (21.613)     | 62,5% (1.638.354) | 24,6% (644.955)  | 0,3% (8.317)    | 2,6% (67.843)                          | 12,6% (2.621.954) |
| Total                      | 48,1% (10.050.575) | 14,1% (2.949.032) | 9,8% (2.037.435) | 9,4% (1.967.970)  | 8,8% (1.833.162)  | 5,3% (1.106.471) | 2,3% (472.587)  | 2,2% (469.255)                         | 100% (20.886.487) |

#### Regiões históricas
| Região         | Línguas Maternas                    | Língua húngara           | Outras línguas                                                                       |
| -------------- | ----------------------------------- | ------------------------ | ------------------------------------------------------------------------------------ |
| Transilvânia   | Romeno – 2.819.467 (54%)            | 1.658.045 (31,7%)        | Alemão – 550.964 (10,5%)                                                             |
| Alta Hungria   | Eslovaco – 1.688.413 (57,9%)        | 881.320 (30,2%)          | Alemão – 198.405 (6,8%)                                                              |
| Délvidék       | Servo-croata – 601.770 (39,8%)      | 425.672 (28,1%)          | - Alemão – 324.017 (21,4%) - Romeno – 75.318 (5,0%) - Eslovaco – 56.690 (3,7%)       |
| Transcarpática | Ruteno – 330.010 (54,5%)            | 185.433 (30,6%)          | Alemão – 64.257 (10,6%)                                                              |
| Fiume          | Italiano – 24.212 (48,6%)           | 6.493 (13%)              | - Croata e Sérvio – 13.351 (26,8%) - Esloveno - 2.336 (4,7%) - Alemão - 2.315 (4,6%) |
| Őrvidék        | Alemão – 217.072 (74,4%)            | 26.225 (9%)              | Croata – 43.633 (15%)                                                                |
| Muravidék      | Esloveno – 74.199 (80,4%) – em 1921 | 14.065 (15,2%) – em 1921 | Alemão – 2.540 (2,8%) – em 1921                                                      |

Os alemães na Croácia viviam principalmente nas partes orientais do país, onde se estabeleceram ao longo dos rios Drava e Danúbio, e na antiga Fronteira Militar (Militärgrenze), após a (re)conquista da área pelos Habsburgos aos otomanos em 1687.

## Religiões

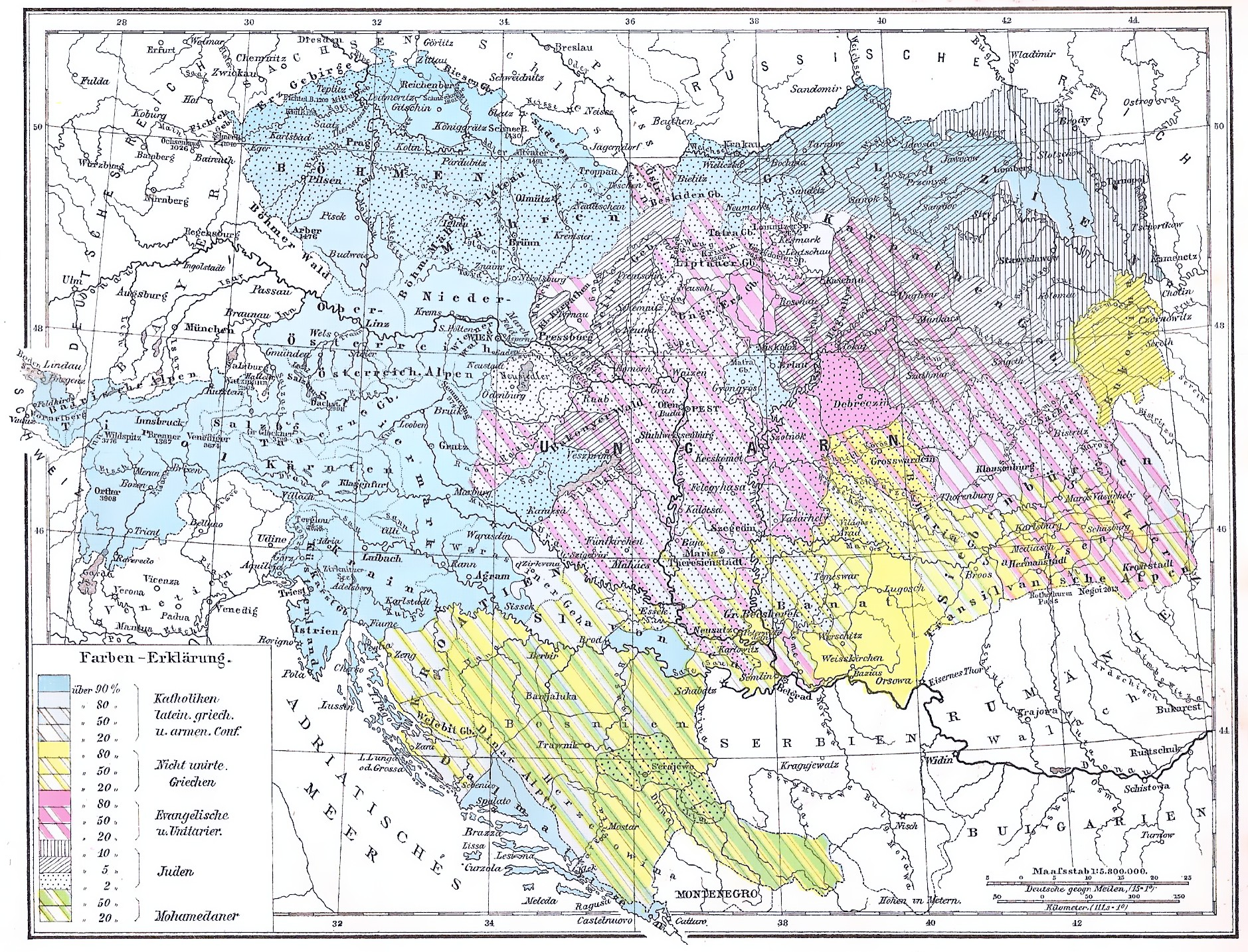
Mapa das religiões, de Andrees Allgemeiner Handatlas

| Religiões    | Em toda a Áustria-Hungria | Parte austríaca | Parte húngara | Bósnia e Herzegovina |
| ------------ | ------------------------- | --------------- | ------------- | -------------------- |
| Católicos    | 76,6%                     | 90,9%           | 61,8%         | 22,9%                |
| Protestantes | 8,9%                      | 2,1%            | 19%           | 0,3%                 |
| Ortodoxo     | 8,7%                      | 2,3%            | 14,3%         | 43,5%                |
| Judeus       | 4,4%                      | 4,7%            | 4,9%          | 0,6%                 |
| Muçulmanos   | 1,3%                      | 0%              | 0%            | 32,7%                |